# Nicola Squitti di Palermiti e Guarna
Nicola Squitti (Maida, 26 settembre 1856 – Roma, 3 gennaio 1933) è stato un politico italiano.